# Liste der Naturdenkmale in Weinstadt
| Naturdenkmale | Anzahl |
| ------------- | ------ |
| FND           | 28     |
| END           | 9      |
| Gesamt        | 37     |

Die Liste der Naturdenkmale in Weinstadt nennt die verordneten Naturdenkmale (ND) der im baden-württembergischen Rems-Murr-Kreis liegenden Stadt Weinstadt. In Weinstadt gibt es insgesamt 37 als Naturdenkmal geschützte Objekte, davon 28 flächenhafte Naturdenkmale (FND) und 9 Einzelgebilde-Naturdenkmal (END).
Stand: 29. Oktober 2016.

## Einzelgebilde (END)
| Name                     | Bild | Kennung     | Einzelheiten                 | Position | Fläche Hektar | Datum         |
| ------------------------ | ---- | ----------- | ---------------------------- | -------- | ------------- | ------------- |
| Alter Birnbaum           |      | 81190910003 | Weinstadt                    | ⊙        | 0,0           | 31. Dez. 1986 |
| Eibe                     |      | 81190910011 | Weinstadt                    | ⊙        | 0,0           | 13. Nov. 1992 |
| Fünf Pyramidenpappeln    |      | 81190910014 | Weinstadt, Kernen im Remstal | ⊙        | 0,0           | 13. Nov. 1992 |
| Linde                    |      | 81190910020 | Weinstadt                    | ⊙        | 0,0           | 23. Aug. 1979 |
| Rosskastanie             |      | 81190910022 | Weinstadt                    | ⊙        | 0,0           | 23. Aug. 1979 |
| Schwarzkiefer            |      | 81190910030 | Weinstadt                    | ⊙        | 0,0           | 13. Nov. 1992 |
| 2 Eichen                 |      | 81190910021 | Weinstadt                    | ⊙        | 0,0           | 23. Aug. 1979 |
| 2 Rosskastanien          |      | 81190910023 | Weinstadt                    | ⊙        | 0,0           | 23. Aug. 1979 |
| 2 Rosskastanien          |      | 81190910025 | Weinstadt                    | ⊙        | 0,0           | 23. Aug. 1979 |
| Legende für Naturdenkmal |      |             |                              |          |               |               |